# 전주화약
전주화약(全州和約)은 1894년(갑오년) 6월6일 조선중앙정부가 동학농민군의 요구조건을 들어주겠다고 회유해 맺은 조약이다. 동학 농민 운동 중 농민들이 황토현전투에서 관군을 격퇴하고 북상하였다. 이후 조선중앙정부가 파견한 정예부대를 장성에서 격퇴 전주성을 점령하는 중에 조선중앙정부 요청으로 청나라군대가 파견하자 일본도 재빨리 거류민을보호한다는 구실로 군대를 인천으로 보내 개입을 하자 이에 조선중앙정부는 하루속히 사태를 수습하기를 바라게 되어 동학군의 요구조건을 들어주겠다고 회유하고 폐정 개혁안을 약속함에 따라 조선중앙정부와 전주에서 강화를 체결해 해산한 일을 말한다.
전주화약으로 해산한 동학교도와 농민들은 곧바로 폐정개혁에 착수하였다 동학교도는 촌락마다 '包'라는 조직을 만들고 전라도 53개 군에 일종에 민정기관인 집강소를 설치하여 지방의 치안과 행정을 맡았다. 여기서 전봉준이 총지휘아래 서기 집사등 집강소를 지휘했다. 폐정개혁의요강을 발표하였는데, 지방관의 농민에 대한 수탈의 중지,  신분제 폐지, 토지균분제의 실시, 삼정 개혁 등 전근대적인 정치 사회체제의 개혁과 일본의 침약에 대항하는 내용이 그 중심을 이루고 있었다.  다만 토지 개혁의 요구는 소유권의 균분에서 경작권의 균분으로 하향조정되었다. 
동학농민군이 해산후 조선중앙정부는 중앙에 교정청을 농민들은 각 고을에 자치기구인 집강소를 설치 하여 개혁을 추진 하였다. 전주화약이후에도 청일양국의 군대는 계속 증파되었다. 조선중앙정부는 난이 평정되었다는 사실을 양국에 알리고 철수할 것을 요청하였으나, 조선에서의 사태를 재침약의 계기로 이용하려 한 일본은 오히려 한양을 군대로 포위한 상태에서 조선정부에 대하여 내정개혁을 강요하는 한편 청에 대해서도 협조할 것을 요구하였다. 이 때 청은 일본의 요구가 조선에서의 세력을 확대를 꾀하려는 것임을 간파하여 이를 거절하고 공동철병을 주장하였다. 그러나 일본은 전쟁을 도발하여서라도 청의 세력을 조선으로부터 몰아내고 자기들의 주장을 관철시키려 하였다. 마침내 일본군은 경복궁을 침범(갑오왜란) 명성황후 민씨정권을 몰아내고 흥선대원군을 떠받들어 내정개혁을 강요하는 갑오개혁을 간섭하였다. 한편 청에 대하여 전쟁을 도발하여 청일 전쟁이 발발 하자 농민들은 일본군 타도를 내세우며 다시 봉기를 하였다. 하지만, 공주 우금치 전투에서 농민군의 패배, 태인 전투의 패배로 지도자 격인 전봉준이 1894년 12월 28일(음력 12월 2일) 체포되었다. 비록 동학 농민 운동이 좌절되었으나 전주화약을 계기로 갑오개혁을 이끌어냈다는 점에서 역사적 큰 의미를 가진다.

## 폐정개혁안 12개조의 내용[1]
1. 동학교도와 정부는 쌓인 원한을 씻고 서정에 협력한다.
2. 탐관오리는 그 죄목을 조사하여 엄징한다.
3. 횡포한 부호를 엄징한다.
4. 불량한 유림과 양반의 무리를 징벌한다.
5. 노비문서는 소각한다.
6. 七班賤人(칠반천인)의 차별을 개선하고 백정의 平凉笠(평량갓)을 없앤다.
7. 청상과부는 改嫁(개가)를 허용한다.
8. 무명의 잡세는 일체 폐지한다.
9. 관리채용은 地閥(지벌)을 타파하고 인재를 등용한다.
10. 倭(왜)와 내통하는 자는 엄징한다.
11. 공사채를 막론하고 기왕의 것을 무효로 한다.
12. 토지는 평균하여 분작한다.

## 같이 보기
- 갑오개혁
- 교정청
- 집강소
- 황토현전투
- 청일전쟁
- 우금치전투

## 참고 자료
- 국사편찬위원회 시행 한국사능력검정시험 4급, 아이옥스
- 국사편찬위원회 시행 한국사능력검정시험 고급, EBS
- 변태섭 저 한국사통론, 삼영사